# Jan de Ronco
Jan de Ronco (fr. Jean de Ronco) (ur. XII wiek, zm. XIII wiek) – świecki kaznodzieja i minister włoskich waldensów, pierwszy przywódca ruchu Ubogich z Lombardii
W 1205 roku został wybrany przez wspólnotę z Lombardii na zwierzchnika ich kongregacji. Spotkało się to z potępieniem ze strony Piotra Waldo, który nie uznawał praktyki powoływania stałego świeckiego duchowieństwa oraz odchodzenia kaznodziejów waldyzmu od pracy wędrownych misjonarzy.
Po rozłamie Jan de Ronco stanął na czele radykalnego skrzydła waldensów zwanego Ubogimi z Lombardii. Mimo że nie posiadał święceń kapłańskich zaczął pełnić funkcje zastrzeżone do tej pory dla prezbiterów i biskupów, odprawiać stałe nabożeństwa i udzielać sakramentów.
W latach 1208–1209 przewodniczył synodowi włoskich waldensów, który stał się początkiem podziału doktrynalnego w łonie waldensów na grupę odwołująca się do katolicyzmu zwaną Ubogimi z Lyonu i grupę głoszącą donatyzm zwaną Ubogimi z Lombardii.

## Literatura
- Malcolm Lambert. Herezje średniowieczne: od reformy gregoriańskiej po reformację. Gdańsk, Warszawa 2002. ISBN 83-7233-043-3